# Davit Ussupaixvili
Davit Ussupaixvili (georgià: დავით უსუფაშვილი)  (Magharo, 5 de març de 1968) (georgià: დავით უსუფაშვილი) és un advocat i polític georgià que va ser president del Parlament de Geòrgia del 2012 al 2016. Va exercir com a president del Partit Republicà de Geòrgia del 27 de juny de 2005 al 3 de novembre de 2013. Actualment, és president del Consell Polític de Lelo per a Geòrgia.

## Carrera
Nascut a Magharo, a la Geòrgia soviètica, Ussupaixvili es va graduar de la Universitat Estatal de Tbilisi amb un títol en dret el 1992 i va obtenir DT. en Política Internacional de Desenvolupament de la Universitat Duke el 1999. Com a assessor jurídic del Consell d'Estat de Geòrgia, va participar en la redacció de la Constitució de Geòrgia de 1993 a 1995. El 1994 va ser un dels membres fundadors de l'Associació de Joves Advocats de Geòrgia (GYLA), una organització no governamental dedicada a promoure els drets humans i l'Estat de Dret, que va dirigir com a primer president de 1994 a 1997. Va participar activament en les protestes organitzades per les ONG durant la Revolució de les Roses de novembre de 2003, que va portar a Mikheil Sakaixvili a la presidència de Geòrgia. Llavors Ussupaixvili es va distanciar de l'aliança amb Sakaixvili i es va retirar a l'oposició, convertint-se, el juny de 2005, en el president del Partit Republicà de Geòrgia, posició que va mantenir fins que Khatuna Samnidze ho va fer el novembre de 2013.
El 2011, Ussupaixvili es va aliar amb el multimilionari home de negocis convertit en polític Bidzina Ivanixvili i es va convertir en un dels líders de la coalició del somni georgià d'Ivanixvili, de la qual el Partit Republicà era membre. Després de la victòria de la coalició a les eleccions parlamentàries de 2012, Ussupaixvili va ser elegit president del Parlament de Geòrgia el 21 d'octubre de 2012. El Partit Republicà va trencar amb el somni georgià i es va presentar de manera independent per a les eleccions parlamentàries d'octubre de 2016 en què no va superar el llindar requerit. Poc després de les eleccions, Ussupaixvili va abandonar el Partit Republicà, citant desacords polítics i tàctics. El juny de 2016, Ussupaixvili va anunciar la creació d'un nou moviment polític centrista amb l'objectiu de presentar-se a les pròximes eleccions municipals d'octubre de 2017.
Ussupaixvili està casat amb Tina Khidaixeli, una antiga política del Partit Republicà.